# كارميليتا غونزاليس
كارميليتا غونزاليس (بالإسبانية: Carmelita González)‏ هي ممثلة مكسيكية، ولدت في 11 يوليو 1928 بمدينة مكسيكو في المكسيك، وتوفيت بنفس المكان في 30 أبريل 2010 بسبب ذات الرئة.

## وصلات خارجية
- كارميليتا غونزاليس على موقع IMDb (الإنجليزية)
- كارميليتا غونزاليس على موقع ألو سيني (الفرنسية)
- كارميليتا غونزاليس على موقع أول موفي (الإنجليزية)
- كارميليتا غونزاليس على موقع قاعدة بيانات الفيلم (الإنجليزية)
- كارميليتا غونزاليس على موقع كينوبويسك (الروسية)